# Février 1954
Le mois de février 1954 était un mois parfait.

## Évènements
- 1er février : vague de froid de l'hiver 1954. En France, l’abbé Pierre lance un appel à la solidarité avec les sans-abris[1], sur les ondes de Radio Luxembourg : « Mes amis, au secours… Une femme vient de mourir gelée, cette nuit à trois heures, sur le trottoir du boulevard Sébastopol, serrant sur elle le papier par lequel, avant-hier, on l'avait expulsée… ». Cet appel citoyen donne naissance à un grand mouvement de solidarité sans précédent en faveur des mal-logés. Le soir même la RATP laisse ouvertes quatre stations de métro et la ville de Paris, des écoles et des gymnases. Une collecte nationale d’argent et de vêtements est organisée. Le gouvernement promet la création de « cités d’urgence » et l'Assemblée vote un budget de 10 milliards de francs.

- 5 février :
  - Encerclement de Diên Biên Phu par le Viêt-Minh.
  - Après quinze années d'inactivité, Gabrielle Chanel (1883-1971) rouvre sa maison de couture à l'âge de soixante et onze ans.

- 19 février[2] : la Crimée, qui faisait partie de la république de Russie, est rattachée à l’Ukraine par Nikita Khrouchtchev pour marquer le 300e anniversaire du traité de Pereïaslav.

- 23 février : démission du ministre du Travail brésilien João Goulart. Il avait proposé de doubler les salaires. Un manifeste des colonels demande sa démission, l’accusant de démagogie. Getúlio Vargas éloigne Goulart mais augmente les salaires.

- 25 février : 
  - le chef du gouvernement syrien Adib Chichakli s’exile pour le Liban.
  - Égypte : Mohammed Naguib proteste contre la dissolution des Frères musulmans et demande un droit de veto sur le Conseil de la révolution. Accusé de rechercher un pouvoir dictatorial et mis en minorité, il démissionne. Le colonel Gamal Abdel Nasser devient premier ministre.

- 27 février (Égypte) : Nasser est contraint de rappeler Naguib devant l’opposition de l’armée. Naguib reçoit tous les pouvoirs. Nasser démissionne, la censure est abolie, le multipartisme rétabli, des élections remplaceront le Conseil de la révolution par une Assemblée constituante. Nasser reprend le contrôle de l’armée et organise l’opposition.

## Naissances
- 3 février : Tiger Williams, ancien joueur professionnel de hockey sur glace.
- 5 février : 
  - Laurent Broomhead, producteur, animateur de télévision et de radio français.
  - Dominique Besnehard, producteur de cinéma et acteur français.
  - Robert McElroy, cardinal américain, évêque de San Diego.
- 6 février : Costică Dafinoiu, boxeur roumain († 8 juin 2022).
- 7 février : Marie-Christine Darah, comédienne de doublage française.
- 9 février : Ulrich Walter, spationaute allemand.
- 12 février : 
  - Antonius Willems sculpteur et peintre néerlandais.
  - Abdelaziz Djerad, politologue et homme politique algérien.
- 15 février : Matt Groening, créateur de la série Les Simpson
- 16 février : Margaux Hemingway, actrice américaine († 1er juillet 1996).
- 17 février : Rene Russo, actrice américaine.
- 18 février : John Travolta, acteur américain.
- 20 février : Vasili Tsibliyev, cosmonaute russe.
- 26 février :
  - Michael Bolton, chanteur américain.
  - Recep Tayyip Erdoğan, homme politique turc.

## Décès
- 25 février : Auguste Perret, architecte français.